# Rassemblement nigérien pour la démocratie et la paix
Ne doit pas être confondu avec Rassemblement pour la démocratie et le progrès (Niger).
Le Rassemblement nigérien pour la démocratie et la paix (Abrégé RNDP-Aneima Banizoumbou) est un parti politique du Niger dirigé par Mounkaila Issa.

## Histoire
Le Rassemblement nigérien pour la démocratie et la paix est enregistré en tant que parti politique le 16 avril 2019.

## Résultats

### Élections présidentielles
| Année     | Candidat       | 1er tour | 1er tour | 2d tour | 2d tour | Résultat |
| Année     | Candidat       | Voix     | %        | Voix    | %       | Résultat |
| --------- | -------------- | -------- | -------- | ------- | ------- | -------- |
| 2020-2021 | Mounkaila Issa | 38 604   | 0,80     | -       | -       | Élu Non  |

### Élections législatives
| Année | Voix   | %    | Élus    | Rang | Gouvernement |
| ----- | ------ | ---- | ------- | ---- | ------------ |
| 2020  | 30 971 | 0.66 | 1 / 166 | 21e  | Opposition   |